# Bouïnan
Bouinan là một đô thị thuộc tỉnh Blida, Algérie. Dân số thời điểm năm 2002 là 24.871 người.